# 次世代爆撃機
次世代爆撃機
- 用途：爆撃機
- 分類：戦闘爆撃機
- 設計者：ボーイング、ロッキード・マーティン
- 製造者：ボーイング、ロッキード・マーティン
- 運用者： アメリカ合衆国（アメリカ空軍）
- 運用状況：開発中止

次世代爆撃機（英：Next-Generation Bomber 、NGB）は、以前は2018年爆撃機（英：Bomber 2018）と呼ばれていたアメリカ空軍が開発していた中型爆撃機。当初は2018年頃にB-3として半分の積載量、半分の航続距離、亜音速巡航と高度のステルス性を兼ね備えた仕様で老朽化した爆撃機を交換する事を目的として就役することを想定していた。
2010年6月24日にPhilip M. Breedlove中将は次世代爆撃機という単語はもはや廃語で、空軍はF-35とF-22を支援するためのより入手の容易で汎用的な任務を実行する能力を備えたシリーズ化された長距離攻撃用航空機の開発を進めていると述べた。